# ファンシー
ファンシー（Fancy）とは、以下のような意味を指す言葉。
1. 空想、幻想
2. 理由のない、気まぐれな好み
3. 道楽
4. （形容詞的に）装飾的な、上質な、変わった
5. 欧文書体の区分で、「装飾的で変わったもの」を指す。

また、上記の意味からさまざまなものを「ファンシー」と呼ぶことがある。

## ファンシーの用例

### 空想
- ファンシー・ピクチャー - 空想の子供を描いた絵画

### 動物愛好
「ファンシー」は英語圏においては動物愛好（Fancy, Animal fancy）の事を指すことがある。犬、猫、その他の愛玩動物や珍種の生き物をペットとして所有し、飼育・鑑賞・トレーニングをし、またドッグショー、キャットショー、鳩レースなど各種のショーへ出場させ、他の愛好家のペットと交配させたりする趣味のことを指す。
また「ファンシー」は、英語圏においては飼い猫などのよくある名前である。

### 装飾
「ファンシー・グッズ（Fancy goods）」は装飾品や装身具などを指す。ファンシーケーキは、デコレーションケーキ（和製英語）のことである。軍隊の反復練習(Drill)をショー向けに華やかにしたものをファンシードリル(Fancy Drill)と呼ぶ。

### 売春・不倫
「Fancy man」「Fancy woman」は、それぞれ男娼、娼婦のことを指す俗語である。また不倫における情夫、情婦のことも指す。

## 日本での用法
装飾的、あるいは幻想的などという意味から、日本では独自の方向に「ファンシー」という言葉が展開している。
1. 一般に「ファンシー」という場合、少女趣味と結び付けられることが多い。
2. ファンシーグッズは単なる装飾品というよりも、主に15歳以下の子ども向けの、可愛い装飾がこらされたりキャラクターが印刷された商品をさすことがある。こうした製品を販売する店舗を「ファンシーショップ」という。

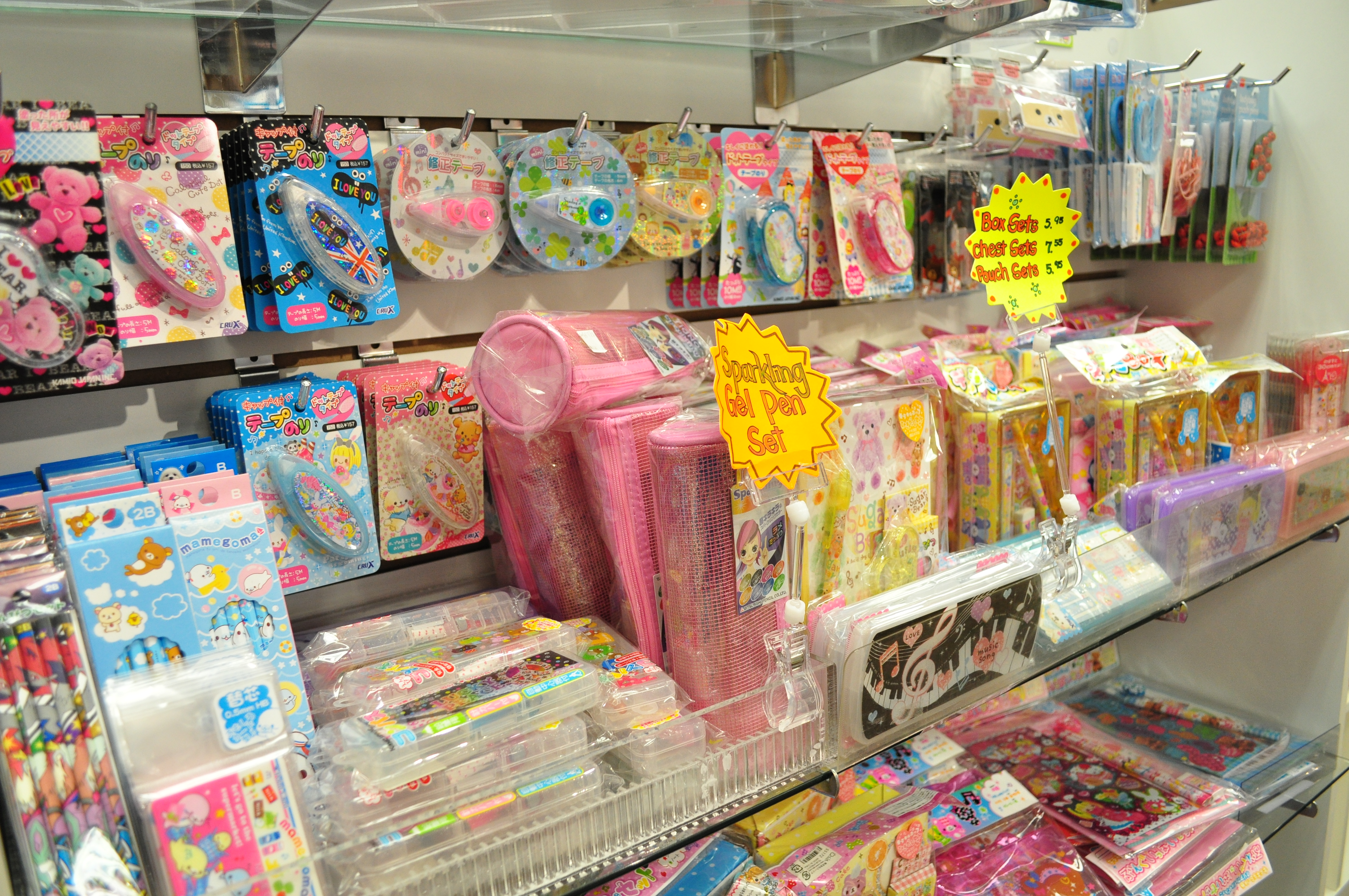
ファンシーグッズ

1. 「ファンシーペーパー」と称される彩色や装飾を施された特殊紙があるが、これは和製英語であり英語では「Cover paper」と言われる。用途は主に本の表紙や見返しなどの装丁や、手紙、カード、包装紙などである。
2. 防衛大学校の儀仗兵である防衛大学校儀仗隊は軍事教練である「ドリル」を華やかにショーアップした「ファンシードリル」を来賓などに対して実演している。